# SAES
Sociedad Anónima de Electrónica Submarina (SAES) es una empresa especializada en electrónica y acústica submarina. Fue creada en el año 1989, siendo su primer proyecto el desarrollo del Simulador Táctico de los Submarinos S‐70. Desarrolla y comercializa equipos como sistemas Sonar, Sistemas de Guerra Antisubmarina (ASW) y Procesado de Sonoboyas, Estaciones de Medición de Firmas Multi-influencia de Buques, Minas Navales, Sistemas de Protección y Vigilancia Marítima, sistemas de Simulación y Adiestramiento, así como realiza también estudios de ingeniería, integración, investigación, desarrollo y fabricación de prototipos.
Cuenta con una plantilla de más de 100 empleados, la mayoría son ingenieros, capacitados y con experiencia en electrónica, acústica, diseño y desarrollo software y hardware, metodologías, y requisitos operacionales en el entorno submarino.

## Instalaciones
Las oficinas centrales de SAES en Cartagena (España) se encuentran junto al astillero navantia, donde se ubica el Control y Dirección de la empresa, las oficinas técnicas de Ingeniería de Sistemas, Ingeniería de Software, Diseño de Unidades e Ingeniería de Producción. También en Cartagena, en el centro industrial de La Palma, SAES dispone de un taller de electrónica y mecánica de 2.400 m² para fabricación de equipos y mantenimiento de unidades.
En San Fernando (Cádiz), junto al Arsenal, se encuentran las oficinas dedicadas a la realización de estudios de viabilidad, definición, diseño, desarrollo, integración y ensayos de Sistemas de Combate.

## Empresa Estrátegica
SAES está catalogada como empresa estratégica a nivel nacional y cuenta en su accionariado con participación estatal a través de la Sociedad Española de Participaciones Industriales, SEPI. Colabora estrechamente con el ministerio de defensa español. Entre los productos específicos desarrollados en el ámbito de defensa se encuentran sónares para submarinos y simuladores tácticos de submarinos y cazaminas.
Ha participado en importantes programas como los submarinos S-80, para los que ha aportado el sonar remolcado (SOLARSUB) y su sistema de despliegue/recogida (TAHS), el sistema de clasificación acústica (SICLA), el sistema de predicción de prestaciones sonar (SEAPROF), el sistema de monitorización de ruidos propios (ONMS), el sistema de análisis de movimiento de contactos (TMA) y ha desarrollado toda la interfaz gráfica de los sónares.  Además ha sido una de las empresas encargadas de colaborar en el desarrollo del núcleo del sistema de combate, participando en la integración, desarrollo de aplicaciones de control y validación de sistemas acústicos y no acústicos. Además SAES, junto con Indra y Navantia, ha desarrollado la parte acústica del nuevo simulador táctico para los submarinos S-80 (SIMTAC S-80) con sede en la escuela de submarino de cartagena (ESUBMAR).

## Aplicación Dual
Un significativo número de equipos desarrollados por SAES tienen aplicaciones duales en los mercados de defensa y civil, tanto en materia de seguridad como de protección medioambiental.
En el ámbito de la seguridad cabe destacar el sonar de detección de intrusos DDS-03, un sistema diseñado para la detección de submarinistas, buceadores y otros intrusos como pequeños vehículos submarinos, creando una zona segura ante la amenaza que supondría una intrusión no deseada. Tiene aplicación para la protección y vigilancia de puertos, acontecimientos deportivos, estaciones costeras de generación de energía, pecios y zonas arqueológicas de valor, zonas medioambientalmente protegidas, estaciones petrolífera, y todo tipo de buques fondeados que requieran protección como cruceros, yates de lujo y buques militares.
En el ámbito de la protección medioambiental, SAES dispone de sistemas que permiten la medición de la contaminación acústica y la producida por otras radiaciones también presentes en el medio marino como la eléctrica y magnética: el sistema MIRS (Multi-Influence Range System)es capaz de medir todas estas influencias simultáneamente. Se trata de una de las empresas pioneras en la realización de estudios sobre estas formas de contaminación no convencional y participa en numerosos foros internacionales en los que expone sus avances como MARELEC, MARTECH o UACE. 

## I+D+i
SAES desarrolla un número significativo de proyectos de I+D+i, tanto internos como externos en colaboración con Universidades, Centros de Investigación y Empresas. Realiza proyectos en consorcio tanto internacionales como nacionales.
Debido al impulso en su estrategia de internacionalización, ha logrado que un porcentaje significativo de su cifra de ventas esté basado en el mercado internacional. SAES tiene como principales clientes, las Fuerzas Armadas españolas, las Fuerzas Armadas de diversos países, y grandes empresas e integradores, como Navantia, EADS, INDRA, Expal, Lockheed Martin, Raytheon, Thales, Agusta, etc. Como ejemplo de este hecho, la Real Armada Sueca lleva a bordo de sus corbetas tipo Visby el sistema ROASW (en su anterior denominación SDL - Sensor Data Link) que las dota de un moderno y avanzado sistema para la detección, seguimiento y control de amenazas submarinas.

## Líneas de Negocio
- Sonar 
- Multi-influencia
- Seguridad y Protección Medioambiental
- Servicios de Ingeniería

## Últimos Programas
- Sistema de operación remota de guerra ASW (ROASW system), anteriormente denomminado SDL, para las corbetas tipo Visby de la Armada Sueca[1]

- Simulador Táctico para los submarinos S-80 de la Armada Española[2]

- Sonar Remolcado y Sistema de Despliegue y Recogida automático para submarinos S-80 españoles[3]

- HMI del sistema de combate del submarino S-80 de la Armada Española[2]

- Minas navales multi-influencia para diversos países[4]

- Formación en acústica submarina para coordinadores y operadores tácticos[5]